# دانيال بيت أوبراين
دانيال بيت أوبراين (بالإنجليزية: Daniel Pitt O'Brien) هو سياسي أمريكي، ولد في 31 أغسطس 1900، وتوفي في 29 نوفمبر 1957. نشط حزبياً في الحزب الديمقراطي.